# 승원

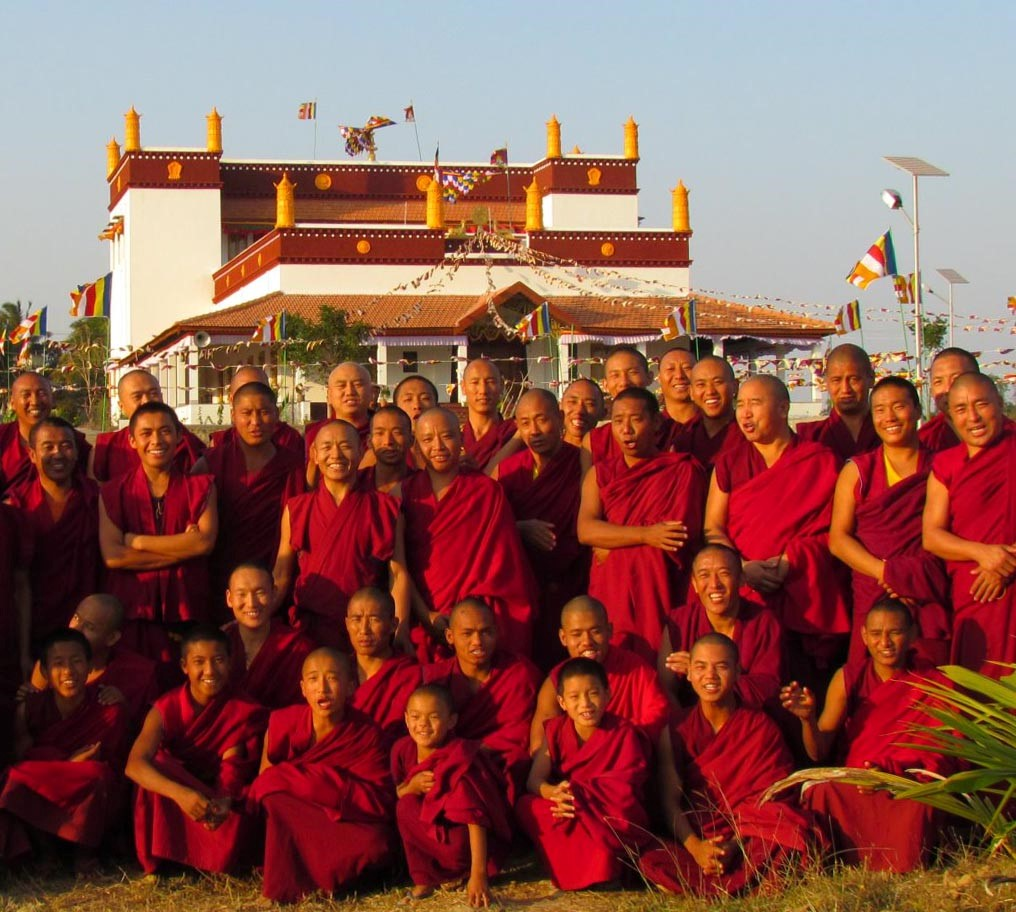
2015년 1월 인도의 라토 드라상 티베트 불교 승원 밖에 있는 승려들.

승원(僧院)은 가장 초기에 살아남은 형태로서 조직화된 불교의 수도원이자 기본 기관 중 하나로, 불상을 모시고 불도를 닦으며 교법을 펴는 건물이나 건물 단지이다. 비구와 비구니라고 불리는 승려들은 부처의 가르침을 보존하고 전파하고 재가 불자들을 인도하는 일을 담당한다. 현존하고 있는 세 가지 승원 규율 전통은 서로 다른 지역 전통에서 현대 승원 생활을 지배한다: 테라바다 (스리랑카와 동남아시아), 다르마굽타카 (동아시아), 물라사르바스티바다 (티베트와 히말라야 지역).

## 같이 보기
- 주지
- 비구
- 비구니
- 수도주의
- 구족계
- 비하라